# Chloe Fineman
Chloe Rose Fineman (20 juli 1988) is een Amerikaanse actrice, schrijfster en komiek. Fineman begon haar carrière bij de improvisatiegroep The Groundlings en speelde vanaf het 45e seizoen in september 2019 in Saturday Night Live.